# Palazzo Lombardia
 (septembre 2016).
Si vous disposez d'ouvrages ou d'articles de référence ou si vous connaissez des sites web de qualité traitant du thème abordé ici, merci de compléter l'article en donnant les références utiles à sa vérifiabilité et en les liant à la section « Notes et références ».
Pour les articles homonymes, voir Lombardia.
Le Palazzo Lombardia (au cours de la phase de chantier, Nouveau siège de la Région Lombardie) est un complexe de bâtiments, dont une tour de 161 mètres, inauguré le 21 mars 2011, construit à Milan par l'architecte sino-américain Ieoh Ming Pei qui s'inscrit dans le plan de réaménagement du quartier milanais Garibaldi-Repubblica.

## Curiosités
Une copie de la Madonnina figure à son plus haut sommet pour respecter la tradition initiale du Dôme de Milan.